# Bundesrealgymnasium Petersgasse
Das Bundesrealgymnasium Petersgasse ist eine allgemeinbildende höhere Schule (AHS) im Bezirk Jakomini in Graz. In der Oberstufe werden Schwerpunkte in darstellender Geometrie und Naturwissenschaften gesetzt.

## Geschichte
Das Schulgebäude wurde 1986 nach drei Baujahren fertiggestellt, im selben Jahr fand die Eröffnung des Gymnasiums statt. Da sowohl Ober- als auch Unterstufe angeboten werden, gab es in diesem Schuljahr lediglich erste und fünfte Klassen (entspricht den Schulstufen fünf und neun). Das mathematische Augenmerk drückt sich durch das Pflichtfach Geometrisch Zeichnen (dritte und vierte Klasse), die Einführung in die Informatik ab der ersten Klasse und dem mathematischen Zweig mit darstellender Geometrie in der Oberstufe aus.

## Sprachausbildung
Neben Englisch als erster lebenden Fremdsprache stehen ab der fünften Klasse Italienisch oder Latein als verpflichtende Hauptgegenstände zur Wahl. Die weiteren Hauptfächer bis zu diesem Zeitpunkt sind Mathematik, Deutsch und Englisch. Weiters werden Französisch und Spanisch als Wahlpflichtfächer ab der sechsten Klasse angeboten.

## Zweige
In der Unterstufe (erste bis vierte Klasse) ist zwischen textiler und technischer Werkerziehung zu wählen.
Ab der siebenten Klasse ist die Wahl zwischen dem naturwissenschaftlichen Zweig, mit Physik und Biologie als Hauptfächer und dem mathematischen Zweig mit Darstellender Geometrie zu treffen. Auch im DG-Zweig sind Physik und Biologie (ausgenommen siebente Klasse) Pflichtfächer, allerdings werden keine Schularbeiten absolviert und die Wochenstundenzahl ist geringer als im naturwissenschaftlichen Zweig.
Weiters ist ab der siebenten Klasse zwischen Bildnerischer Erziehung und Musikerziehung zu wählen.

## Kurssystem
Das traditionelle Wahlfachsystem (Vertiefungen in beliebigen Fächern ohne wählbare Schwerpunkte) wurde durch ein Kurssystem abgelöst. Dabei werden aus den Unterrichtsfächern themenbezogene Vertiefungen angeboten, das Angebotsspektrum, das auch für die Matura sehr wichtig ist, ist dadurch höher und breiter gefächert als im gängigen Wahlfachsystem. Spezifische Stärken und Interessen werden dadurch besser gefördert.

## Bekannter Schüler
Andreas Gabalier, Sänger

## Leitung
- 1986–2004 Gerhard Meixner[3]
- 2004–2019 Josef Rumpf
- 2019–2020 Franz Hasenburger (provisorisch)[4]
- seit 2020 Reinhard Dellinger